# Kim Jong-min
Kim Jong-min est un footballeur puis entraîneur nord-coréen de football. Il dirige brièvement l'équipe nationale masculine durant l'année 1990.

## Biographie

### Carrière de joueur
Né en 1947, Kim honore sa première sélection en équipe nationale le 4 mai 1973 à l'occasion des éliminatoires pour la Coupe du monde 1974. Placés dans le groupe B2 en compagnie de l'Iran, de la Syrie et du Koweït, les Nord-Coréens ne terminent qu'à la troisième place, synonyme d'élimination. Kim se signale en marquant le seul but de son équipe lors du match nul (1-1) obtenu à Pyongyang face à la Syrie et dispute en tout cinq des six rencontres de l'équipe dans cette phase.
Kim Jong-min fait partie du groupe de joueurs convoqués par l'ancienne gloire nord-coréenne, Pak Doo-ik, afin de participer au tournoi olympique de football lors des Jeux de Montréal en 1976. Le défenseur va disputer l'intégralité des trois rencontres de sa formation : les deux matchs de poule face à l'URSS et au Canada puis le quart de finale, où les Chollimas sont balayés par les Polonais.

### Carrière d'entraîneur
En 1990, il succède à son ancien entraîneur en équipe olympique, Pak Doo-ik, sur le banc de la sélection. Les Chollimas doivent disputer la toute première édition de la Dynasty Cup, qui les oppose à la Chine, à la Corée du Sud et au Japon. Kim obtient sa première victoire d'entraîneur lors du succès de ses hommes face aux Japonais sur le plus petit des scores. Malgré ce bon résultat, les Sud-Coréens ne prennent que la troisième place, du fait des deux autres matchs perdus contre la Corée du Sud et la Chine. À l'issue de cette compétition, le technicien est remplacé par un autre membre de la génération olympique de 1976, Myong Dong-chan.

### Carrière de dirigeant
Il prend la tête du club de la capitale du Hwaebul Sports Club.